# Торквоселективність
Торквоселективність (англ. torquoselectivity) — переважання одного з напрямків обертання замісників усередину або назовні в конротаторних чи дисротаторних електроциклічних реакціях розкриття кільця i, відповідно, переважне протікання реакції конротаторного чи дисротаторного електроциклічного розкриття циклів по одному з двох можливих шляхів. 
Приміром, на співвідношення цих видів конротації при термічному розкритті циклобутенів i циклобутенонів можуть впливати як об'єм, так i електронна природа замісника. Об'єм замісника, викликаючи стеричні перешкоди, сприяє тому зі шляхів, що веде до повороту такого замісника назовні, збільшуючи частку відповідного ізомеру.